# Série mondiale 1969
La Série mondiale 1969 était la 66e série finale des Ligues majeures de baseball jouée entre les Mets de New York et les Orioles de Baltimore. 
Jouée du 11 au 16 octobre 1969, elle est à la fois l'une des Séries mondiales les plus célèbres et l'une des plus étonnantes,,,,, elle couronne les Miracle Mets, le surnom qui sera attribué à l'équipe de New York au départ largement négligée mais néanmoins victorieuse quatre matchs à un. 
Les Mets deviennent le premier club d'expansion, donc ne faisant pas partie des équipes fondatrices du baseball majeur, à remporter une Série mondiale. L'année 1969 est la première où le club remporte plus de victoires que de défaites, huit ans après une entrée difficile dans la Ligue nationale avec la plus mauvaise performance de l'histoire moderne du baseball. Ils sont à ce moment l'équipe ayant gagné la Série mondiale le plus rapidement après ses débuts, un record éventuellement battu par les Marlins de la Floride à leur 5e saison d'existence en 1997, puis les Diamondbacks de l'Arizona à leur 4e année en 2001.
Donn Clendenon est pour New York le joueur par excellence de la Série mondiale après avoir frappé 3 coups de circuit en 3 matchs consécutifs.
La Série mondiale 1969 est la première jouée après la création des quatre divisions du baseball majeur et font suite aux toutes premières Séries de championnat de l'histoire.

## Équipes en présence

### Mets de New York
Risée du baseball majeur après leurs 7 premières saisons, marquées par un triste record de 120 défaites (contre 40 victoires) à leur première année en 1962 et 5 campagnes de plus de 100 défaites, les Mets de New York remportent pour la première fois en 1969 plus de matchs qu'ils n'en perdent. Les joueurs de Gil Hodges n'inspirent pourtant guère confiance au printemps 1969. Le début de la saison semble confirmer les sombres pronostics : New York traîne une fiche pendant deux mois et, malgré un bilan positif de 62 victoires et 51 défaites le 13 août, accuse 10 matchs de retard sur les Cubs de Chicago et le premier rang de la division Est de la Ligue nationale. Mais les Mets gagnent ensuite 38 de ses 49 dernières parties pour boucler le calendrier régulier avec une fiche de 100 victoires et 62 défaites, devenant les premiers champions de la division Est nouvellement créée et coiffant les Cubs, laissés en seconde place avec 8 succès de moins.
À 24 ans et à sa troisième saison, le lanceur droitier et futur membre de la Temple de la renommée du baseball, Tom Seaver, remporte 25 victoires et maintient une moyenne de points mérités de 2,21 pour recevoir le premier de ses trois trophées Cy Young. En offensive, Cleon Jones mène la charge avec une moyenne au bâton de ,340 qui demeure la plus élevée par un joueur des Mets jusqu'à celle de ,354 de John Olerud en 1998.
La première Série de championnat de la Ligue nationale à être jouée dans l'histoire des majeures débute le 4 octobre 1969 à Atlanta. Les Mets y sont négligés contre les Braves de Hank Aaron et Phil Niekro, champions de la division Ouest avec 93 victoires et 69 défaites. New York remporte pourtant trois matchs de suite pour éliminer les Braves trois parties à zéro et accéder pour la première fois à la Série mondiale.

### Orioles de Baltimore
Gagnants de 109 matchs (contre 53 défaites) dans ce qui est la première de 3 saisons consécutives de plus de 100 victoires sous les ordres d'Earl Weaver, les Orioles de Baltimore enlèvent les honneurs dans la division Est de la Ligue américaine, laissant les Tigers de Détroit dix-neuf matchs derrière. Les Orioles sont une redoutable équipe qui compte plusieurs futurs membres du Temple de la renommée du baseball et qui remportera la Série mondiale dès l'année suivante. Boog Powell vient de connaître une saison de 37 circuits et 121 points produits, Frank Robinson une de 32 circuits et 100 points produits. La rotation de lanceurs partants est menée par Mike Cuellar, Jim Palmer et Dave McNally
. Au troisième but, Brooks Robinson gagne le 10e de 16 Gants dorés consécutifs. 
Les Orioles ne font qu'une bouchée des Twins du Minnesota, trois matchs à zéro en Série de championnat de la Ligue américaine pour accéder à leur seconde Série mondiale, leur première depuis celle remportée en 1966.

### The Miracle Mets
En 1969, les Mets sont déjà surnommés les Amazin' Mets (« les incroyables Mets »), un sobriquet sarcastique qui leur fut attribué par Casey Stengel, le gérant de l'équipe de 1962 à 1967. Dirigeant l'une des pires équipes de l'histoire du baseball, Stengel prenait plaisir à utiliser le qualificatif devant les journalistes : « Venez voir mes incroyables Mets », lança-t-il un jour à un reporter, « je suis dans ce sport depuis 100 ans, mais je vois de nouvelles façons de perdre dont j'ignorais l'existence ». Les succès imprévus des Mets et leur irrésistible poussée de l'été jusqu'à la conquête du titre ultime à la mi-octobre valent à l'édition 1969 de l'équipe d'être pour la postérité connue sous le nom de Miracle Mets (« les Mets miraculeux »), un surnom dont la paternité est attribué au journaliste Barry Popik, qui l'utilise dans son article pour le New York Times le 17 octobre 1969, au lendemain de la victoire ultime de l'équipe.
Les Mets sont cotés à 100 contre un avant le début de la saison pour remporter la Série mondiale,,,. 
Au jour du premier match de la Série mondiale 1969 le 11 octobre à Baltimore, les Orioles sont donnés gagnants 8 contre 5. Les observateurs ne prennent guère au sérieux des Mets qui se croient « l'équipe de la destinée » face à des Orioles intimidants dont la feuille de route n'annonce rien de bon pour les New-Yorkais. Brooks Robinson s'amuse d'un journaliste sportif ayant prédit une victoire des Mets : « ce type croit aux elfes », lance-t-il. Les Orioles remportent effectivement le premier match, pour perdre les 4 suivants et voir les Mets célébrer leur premier titre le 16 octobre sur le terrain du Shea Stadium.

## Déroulement de la Série

### Calendrier des rencontres
| Match | Date       | Visiteur             | Hôte                 | Score              |
| ----- | ---------- | -------------------- | -------------------- | ------------------ |
| 1     | 11 octobre | Mets de New York     | Orioles de Baltimore | 1 - 4              |
| 2     | 12 octobre | Mets de New York     | Orioles de Baltimore | 2 - 1              |
| 3     | 14 octobre | Orioles de Baltimore | Mets de New York     | 0 - 5              |
| 4     | 15 octobre | Orioles de Baltimore | Mets de New York     | 1 - 2 (10 manches) |
| 5     | 16 octobre | Orioles de Baltimore | Mets de New York     | 3 - 5              |

### Match 1
Samedi 11 octobre 1969 au Memorial Stadium, Baltimore, Maryland.
| Mets de New York | 0 | 0 | 0 | 0 | 0 | 0 | 1 | 0 | 0 | 1 | 6 | 1 |
| Orioles de Baltimore | 1 | 0 | 0 | 3 | 0 | 0 | 0 | 0 | X | 4 | 6 | 0 |
| Lanceurs partants : NYM : Tom Seaver BAL : Mike Cuellar Vic. : Mike Cuellar (1-0) Déf. : Tom Seaver (0-1) HRs: BAL : Don Buford (1) |   |   |   |   |   |   |   |   |   |   |   |   |

En fin de première manche contre le lanceur des Mets Tom Seaver, le joueur de champ gauche des Orioles, Don Buford, devient le premier joueur de l'histoire à réussir un coup de circuit comme premier frappeur de son équipe dans un match de Série mondiale, un fait qui ne se reproduit plus avant 2007.

### Match 2
Dimanche 12 octobre 1969 au Memorial Stadium, Baltimore, Maryland.
| Mets de New York | 0 | 0 | 0 | 1 | 0 | 0 | 0 | 0 | 1 | 2 | 6 | 0 |
| Orioles de Baltimore | 0 | 0 | 0 | 0 | 0 | 0 | 1 | 0 | 0 | 1 | 2 | 0 |
| Lanceurs partants : NYM : Jerry Koosman BAL : Dave McNally Vic. : Jerry Koosman (1-0) Déf. : Dave McNally (0-1) Sauv. : Ron Taylor (1) HRs : NYM : Donn Clendenon (1) |   |   |   |   |   |   |   |   |   |   |   |   |

### Match 3
Mardi 14 octobre 1969 au Shea Stadium, New York, New York.
| Orioles de Baltimore | 0 | 0 | 0 | 0 | 0 | 0 | 0 | 0 | 0 | 0 | 4 | 1 |
| Mets de New York | 1 | 2 | 0 | 0 | 0 | 1 | 0 | 1 | X | 5 | 6 | 0 |
| Lanceurs partants : BAL : Jim Palmer NYM : Gary Gentry Vic. : Gary Gentry (1-0) Déf. : Jim Palmer (0-1) Sauv. : Nolan Ryan (1) HRs: NYM : Tommie Agee (1), Ed Kranepool (1) |   |   |   |   |   |   |   |   |   |   |   |   |

### Match 4
Mercredi 15 octobre 1969 au Shea Stadium, New York, New York.
| Orioles de Baltimore | 0 | 0 | 0 | 0 | 0 | 0 | 0 | 0 | 1 | 0 | 1 | 6  | 1 |
| Mets de New York | 0 | 1 | 0 | 0 | 0 | 0 | 0 | 0 | 0 | 1 | 2 | 10 | 1 |
| Lanceurs partants : BAL : Mike Cuellar NYM : Tom Seaver Vic. : Tom Seaver (1-1) Déf. : Dick Hall (0-1) HRs: NYM : Donn Clendenon (2) |   |   |   |   |   |   |   |   |   |   |   |    |   |

### Match 5
Jeudi 16 octobre 1969 au Shea Stadium, New York, New York.
| Orioles de Baltimore | 0 | 0 | 3 | 0 | 0 | 0 | 0 | 0 | 0 | 3 | 5 | 2 |
| Mets de New York | 0 | 0 | 0 | 0 | 0 | 2 | 1 | 2 | X | 5 | 7 | 0 |
| Lanceurs partants : BAL : Dave McNally NYM : Jerry Koosman Vic. : Jerry Koosman (2-0) Déf. : Eddie Watt (0-1) HRs : BAL : Dave McNally (1), Frank Robinson (1) NYM : Donn Clendenon (3), Al Weis (1) |   |   |   |   |   |   |   |   |   |   |   |   |

## Joueur par excellence
Pour suivre la logique de cette équipe championne que personne n'attendait, c'est un héros improbable,, qui est nommé joueur par excellence de la Série mondiale pour les Mets : Donn Clendenon, un joueur de premier but acquis des Expos de Montréal à la mi-juin, qui n'avait même pas joué la Série de championnat 1969 contre Braves d'Atlanta.
Clendenon frappe des circuits consécutifs lors des deuxième, quatrième et cinquième match de la finale contre Baltimore (il ne joue pas le troisième). Aucun joueur des Mets ne frappera autant de circuits lors de matchs éliminatoires consécutifs avant Daniel Murphy en Série de championnat 2015. Clendenon termine la Série mondiale 1969 avec 5 coups sûrs, un double, 3 circuits, 4 points produits, 4 points marqués, une moyenne au bâton de ,357 et une moyenne de puissance de 1,071.